# Hobo

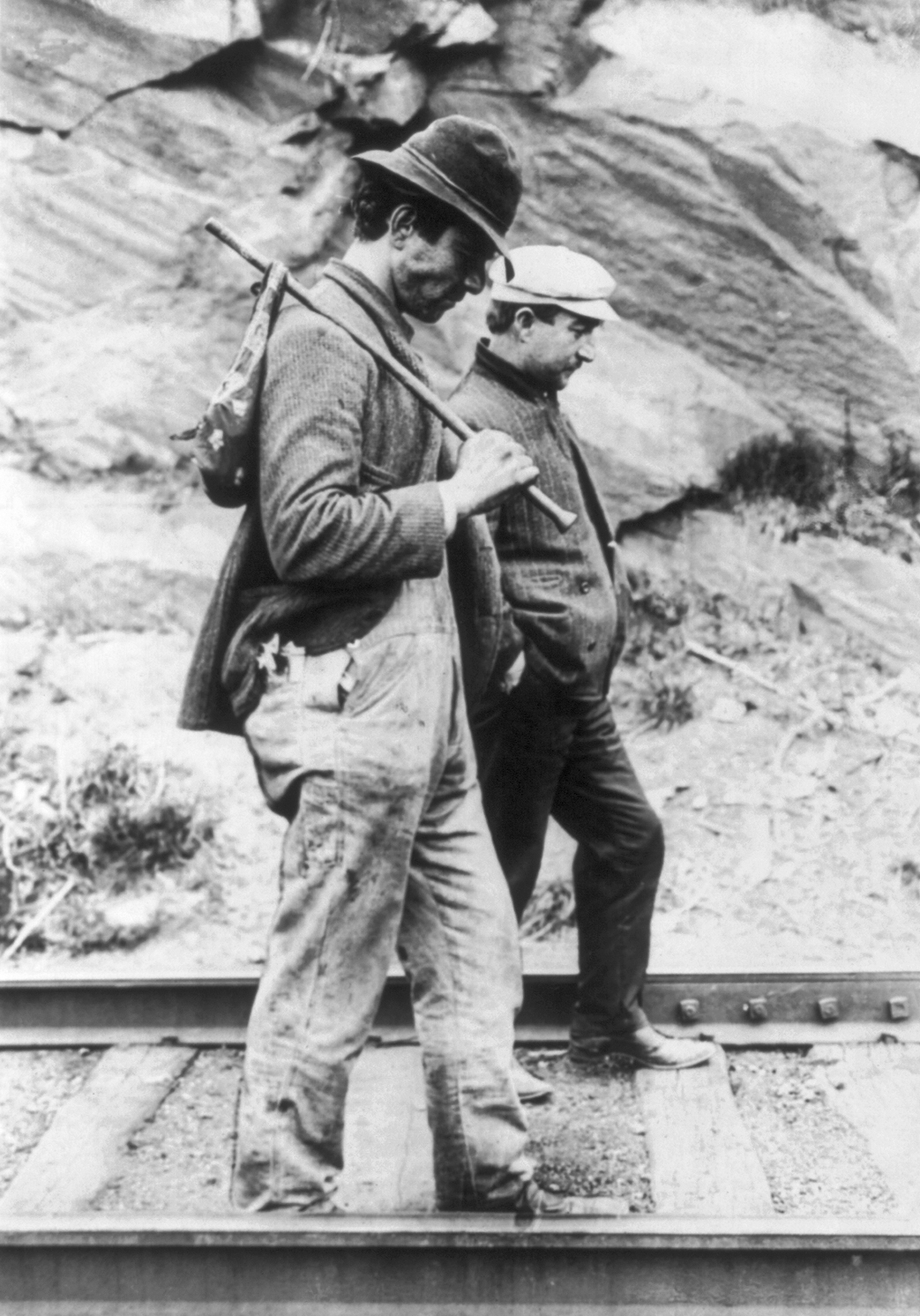
Dva hoboes

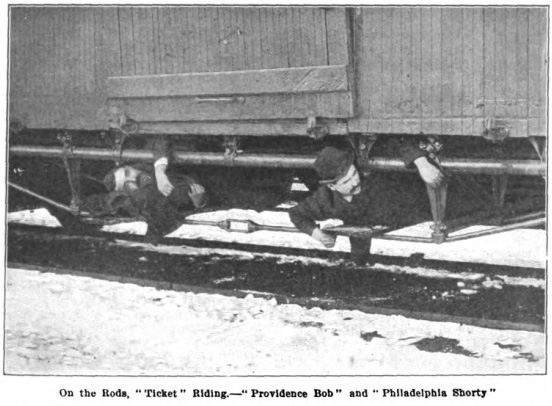
Způsob cestování na táhlech vzpínadla krytého vozu

Hobo (v množném čísle se používá původní anglický tvar hoboes) je pojmenování pro tuláka. Termín vznikl ke konci 19. století v severozápadní části Spojených států amerických pro dělníky bez domova putující krajem. Společensky pod nimi stáli trampové, kteří v kontrastu s hoboes pracovali jen z donucení, a ještě níže „bums“, kteří nepracovali vůbec.
Hoboes cestovali načerno na vozech nákladních vlaků na nejrůznějších použitelných místech, např. na táhlech vzpínadel (nepřesně překládáno „na nápravách“). Mezi významné hoboes patří například T-Bone Slim, Utah Phillips, Seasick Steve, Bill Ash. Téma byla zpracováno i v několika filmech, jako jsou například Sullivan's Travels (1941), Hobo with a Shotgun (2011), Útěk do divočiny (2008) a The Billion Dollar Hobo (1977) nebo v písních „Jack Straw“ (Grateful Dead), „I Am a Lonesome Hobo“ (Bob Dylan), „Dál šíny zvoní“ od Hop Trop a dalších. Jack London popisuje své zážitky z dob, kdy cestoval jako hobo, v knize Cesta (The Road, 1907; česky 1922) napsané specifickým slangem.